# 龍和道

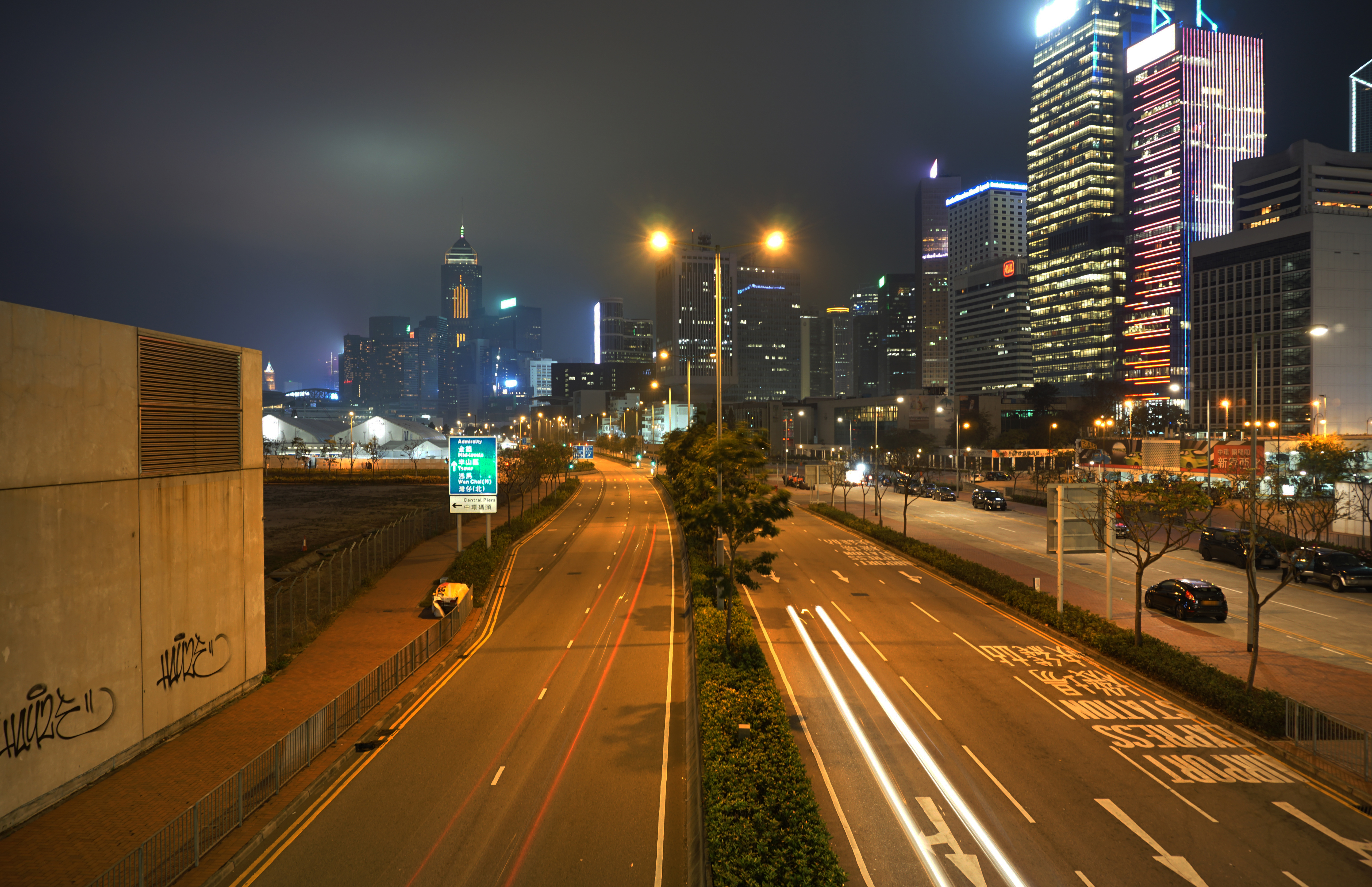
龍和道夜景

22°16′58″N 114°09′50″E / 22.2826865°N 114.1639128°E
龍和道是香港香港島中環至灣仔海旁的一條行車道路，為中區填海計劃第3期的主要道路。龍和道中環段率先於2010年2月23日通車，添華道至分域碼頭街的金鐘段的西行綫及東行綫先後於2011年7月31日及10月31日通車。分域碼頭街至菲林明道的灣仔段於2018年6月18日通車，惟通車初期未有即時命名，延至翌年3月15日才正式併入龍和道，而原先近分域碼頭街的一小段北行路段同日起重新命名為「龍合街」（英語：Lung Hop Street）。
龍和道由中區填海計劃第1期的民祥街開始向東延伸，經填海地連接至在灣仔發展計劃第2期的菲林明道，即分別為國際金融中心的東面和香港會議展覽中心的西面，全長1.6公里。龍和道東行為2線行車，西行則為3線行車，來往共5線。
龍和道為中環往返灣仔的主要公路，為不途經中環灣仔繞道的車輛提供替代路線前往灣仔，毋須與前往金鐘和半山區的車輛共用干諾道中及夏慤道東行，紓緩這些路段的擠塞。龍和道在添馬公園下方設有行車隧道。中環灣仔繞道通車後，林士街天橋東行須經龍和道和愛丁堡廣場前往干諾道中。
龍和道途經愛丁堡廣場的北面，即是愛丁堡廣場碼頭和皇后碼頭的舊址及其附近海域。它在填海計劃中的編號為P2路及D11路，是清拆碼頭時所爭拗的重點之一。

## 歷史

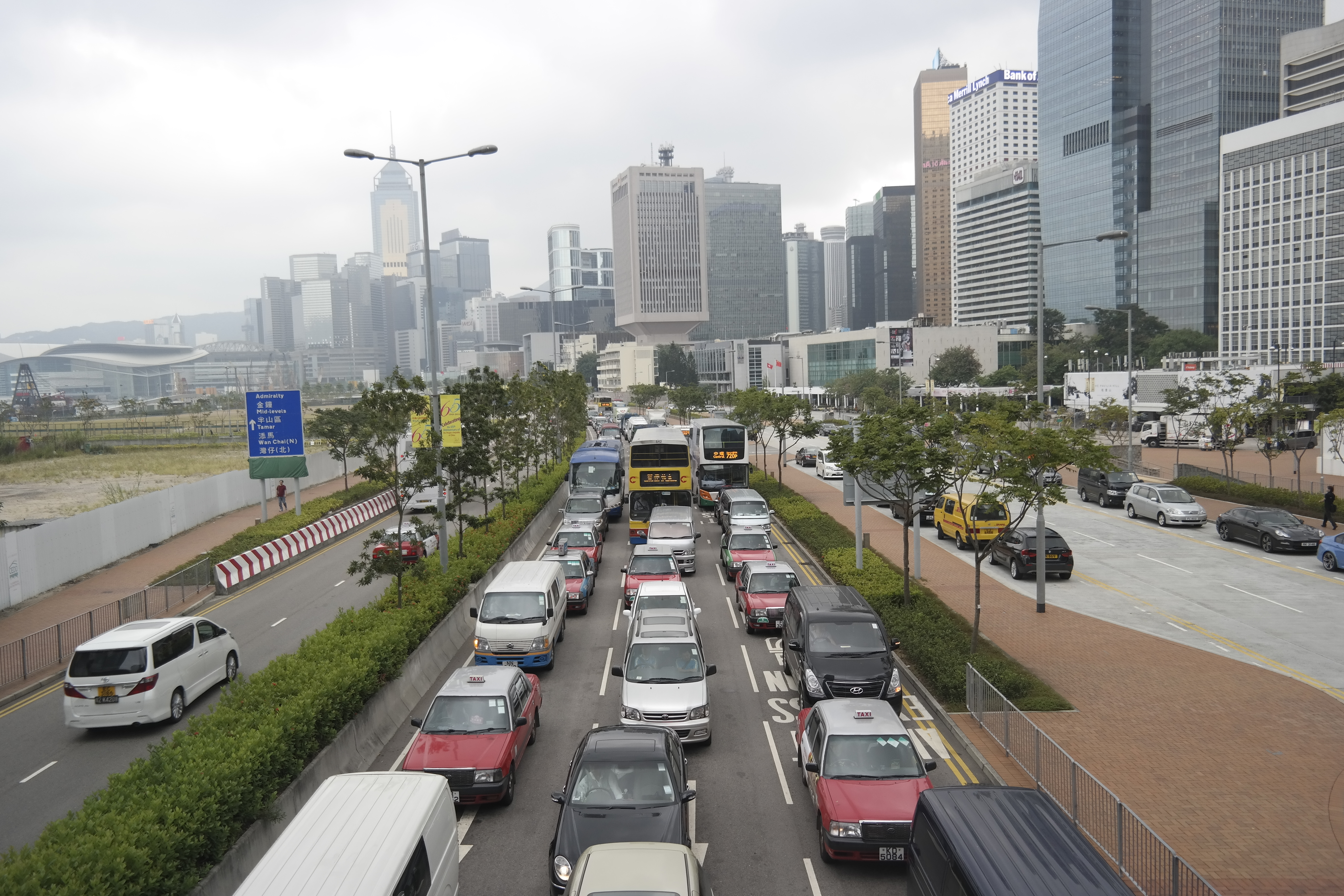
2014年雨伞运动期间，受到干諾道中等主要幹道被示威者堵塞的影響，龍和道成為了進出中環的主要路徑之一，擠塞情況嚴重；此後在2019年反送中運動，龍和道亦數度被示威者堵塞。

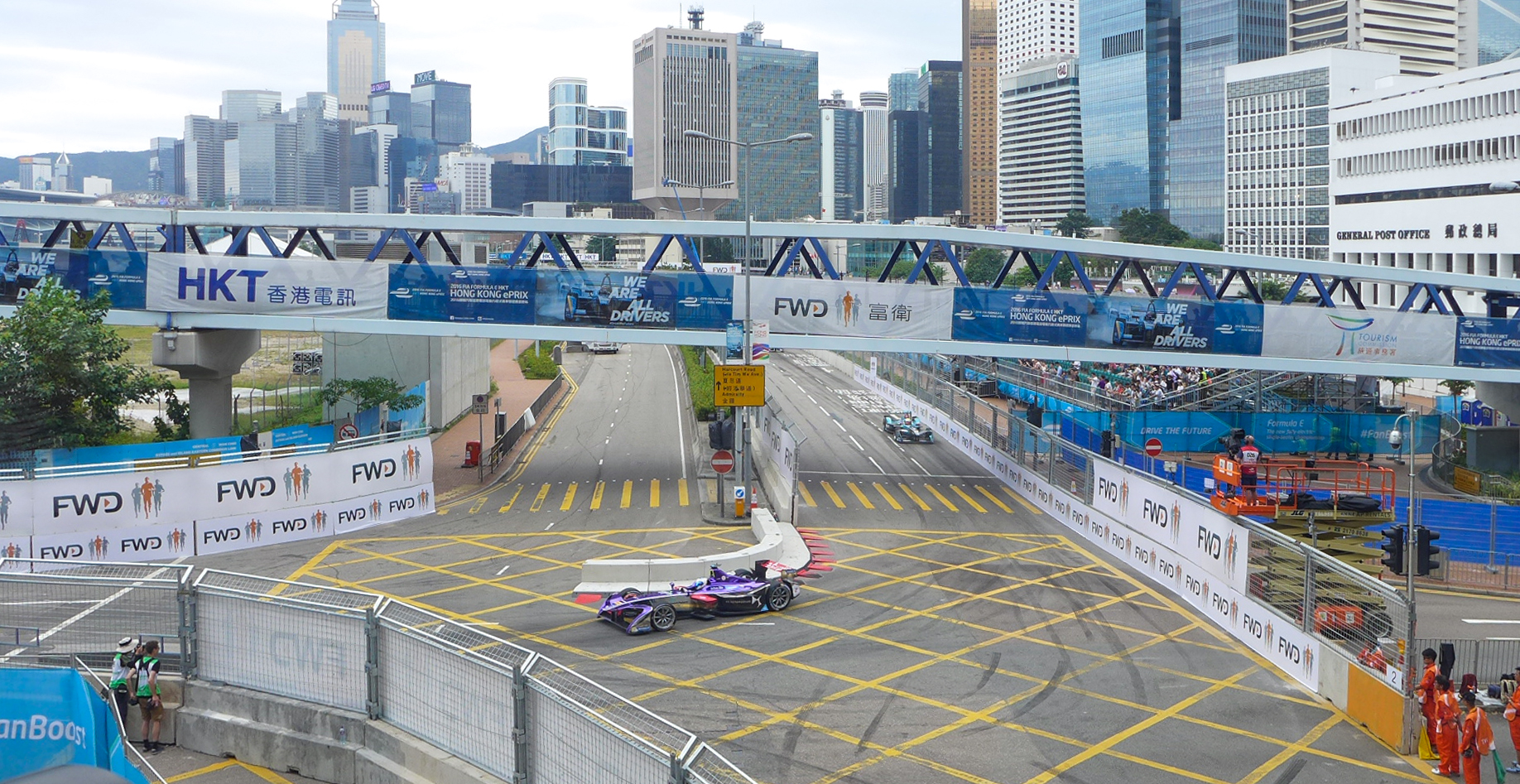
2016年10月8日至9日，香港首度舉辦電動方程式賽事，龍和道改成為賽道。主辦單位為防止市民聚集圍觀，民耀街行人天橋用半透明的布幕圍封

- 2011年6月18日：F1方程式賽車紅牛第二車隊的西班牙車手阿古舒亞利，傍晚在龍和道進行香港首次方程式賽車短距離衝刺、燒胎及打圈表演，不過最高時速不能夠超過130公里。該天晚上亦有電單車及參與房車賽的戰車表演，吸引大批公眾及車迷圍觀。
- 地政總署資料顯示，龍和道一幅面積近39.4萬方呎土地推出招標承租，租期定為3年，其後按季續租，用途為舉辦貿易展覽及大型會議等活動，於2013年12月6日截標。
- 香港汽車會會長余錦基於2013年9月29日表示，電動方程式賽事（Formula E）於2014年首辦即會登陸香江，初步計畫於同年11月8日在龍和道舉辦第三站賽事，不過最終因為賽道狹窄未能夠成事。香港汽車會於2015年4月透露，擬定賽道經過修改後，Formula E主辦機構國際汽車聯會原則上同意在香港舉行2016年10月或11月的分站賽事[9]。
- 2014年雨傘革命期間，龍和道間歇性被示威者堵塞，多次發生激烈衝突，造成無法通車。龍和道多次發生激烈的警民衝突，尤以11月30日包圍政府總部行動為甚，龍和道鄰近行政長官辦公室和立法會綜合大樓，因而成為抗爭的象徵。
- 2016年10月8日至9日，香港首度舉辦電動方程式賽事，投資額預計為2.5億至3億元。政府亦耗資2,000萬元公帑，在龍和道進行道路修改工程，以合乎國際汽聯的安全標準。[10]不過入場門票被指太貴，由千多元至19,800元不等，部份看台被多棵大樹遮掩。主辦單位更要求警方及物業管理公司分別封鎖香港大會堂平台、大會堂停車場頂層、天星碼頭多層停車場、國際金融中心商場頂層平台花園等位置，以至民耀街行人天橋用半透明的布幕圍封，以防止市民聚集圍觀，容易造成意外。市民只能從國際金融中心商場的Apple Store及中環大會堂高座落地玻璃遠眺賽事。[11]沒有門票的市民及學者批評主辦單位未能與眾同樂。[12]

## 圖片集

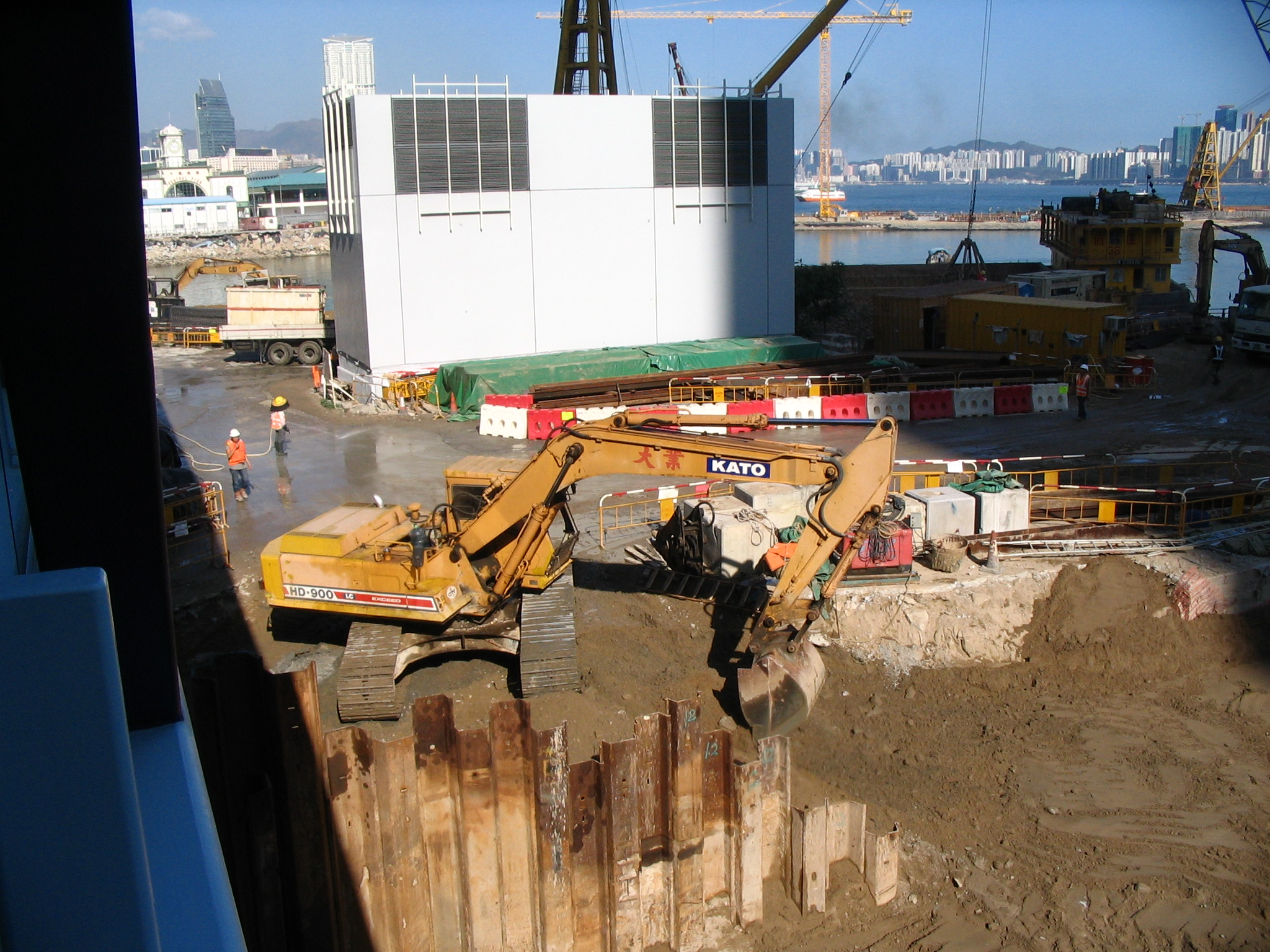
2008年1月龍和道近民祥街的雛形（對比右方夜景內龍和道旁的長方體建築）
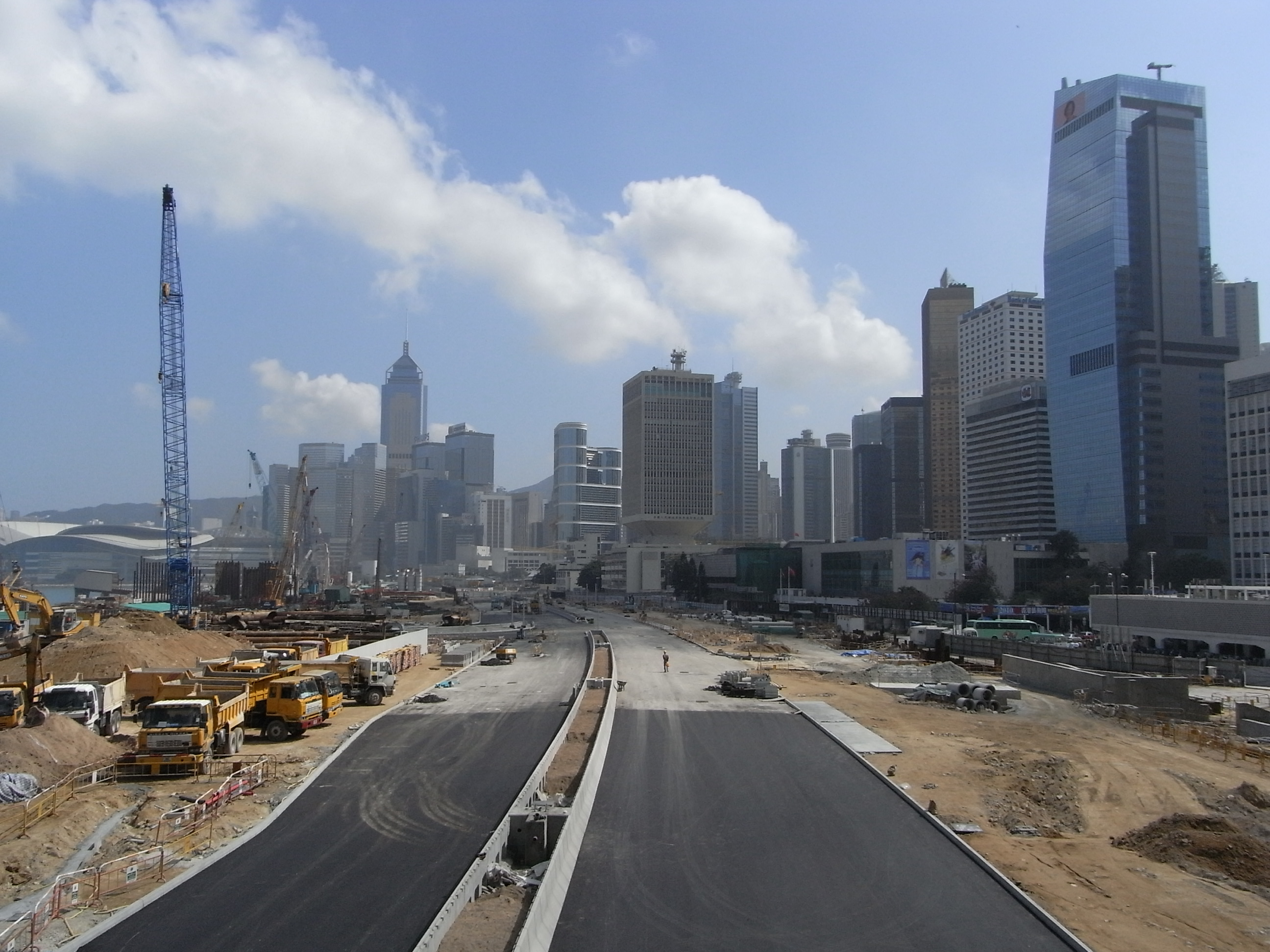
2010年1月興建中的龍和道中環段
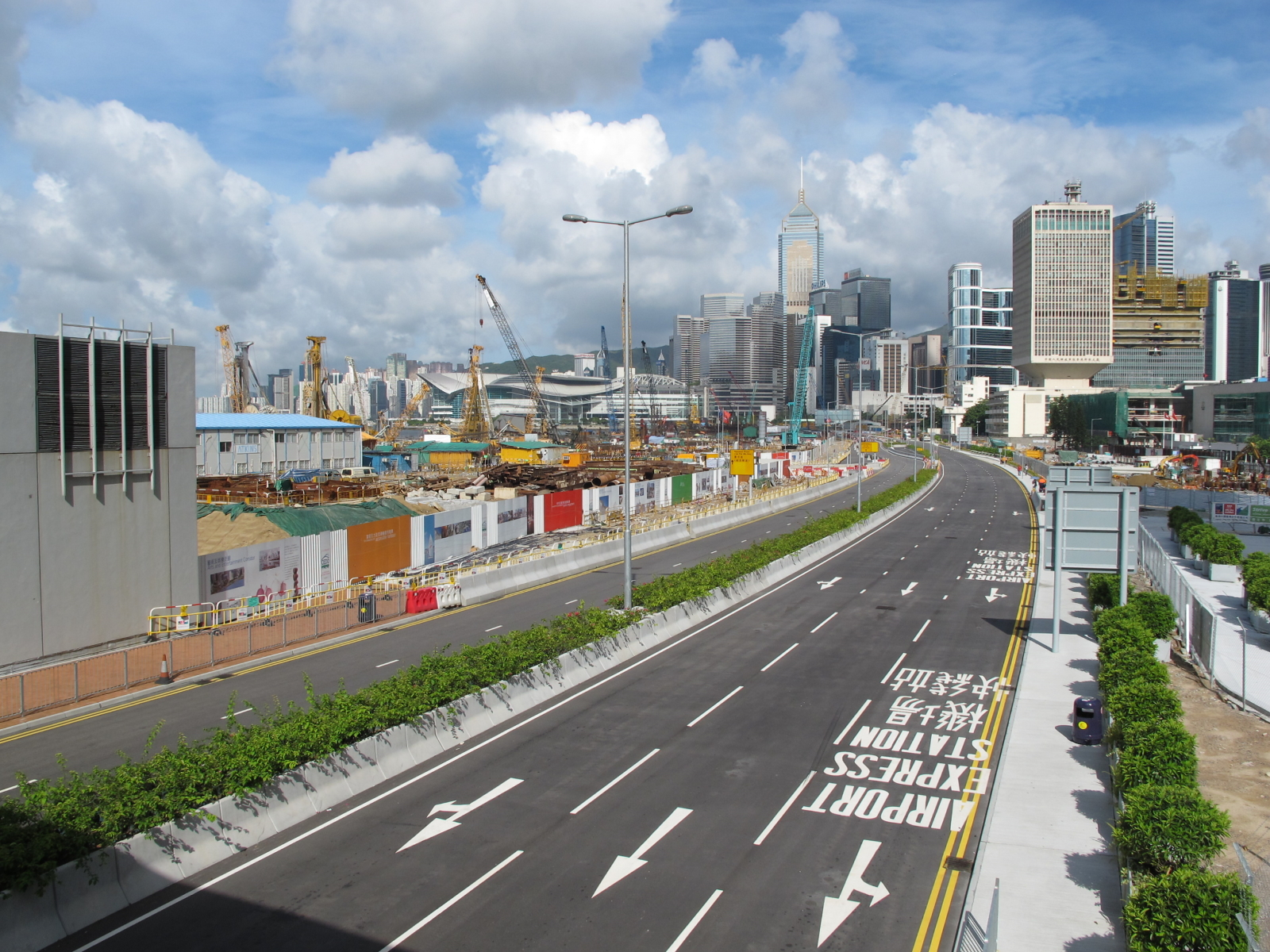
2010年7月即將通車的龍和道中環段
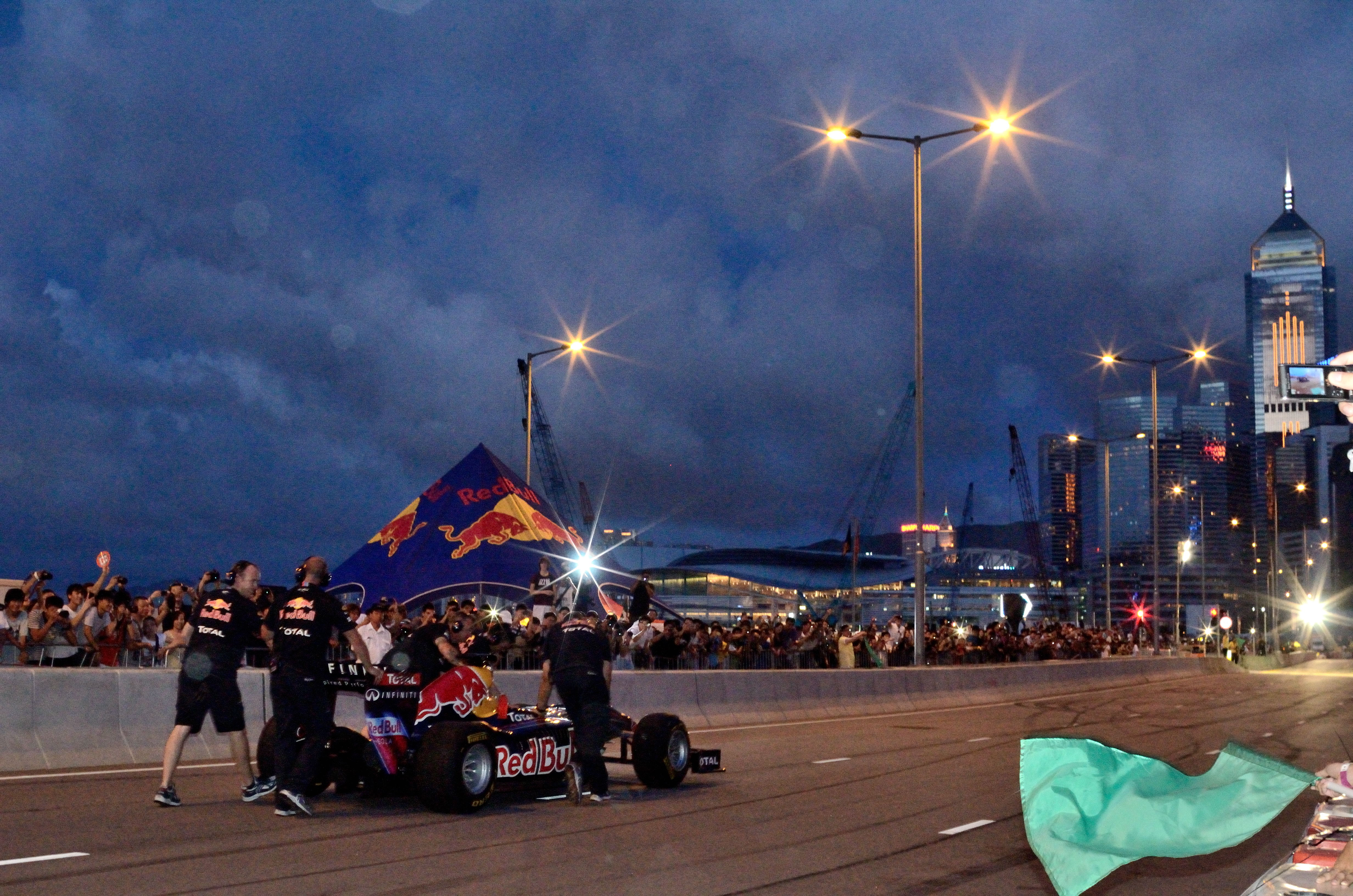
2011年紅牛公司香港路演

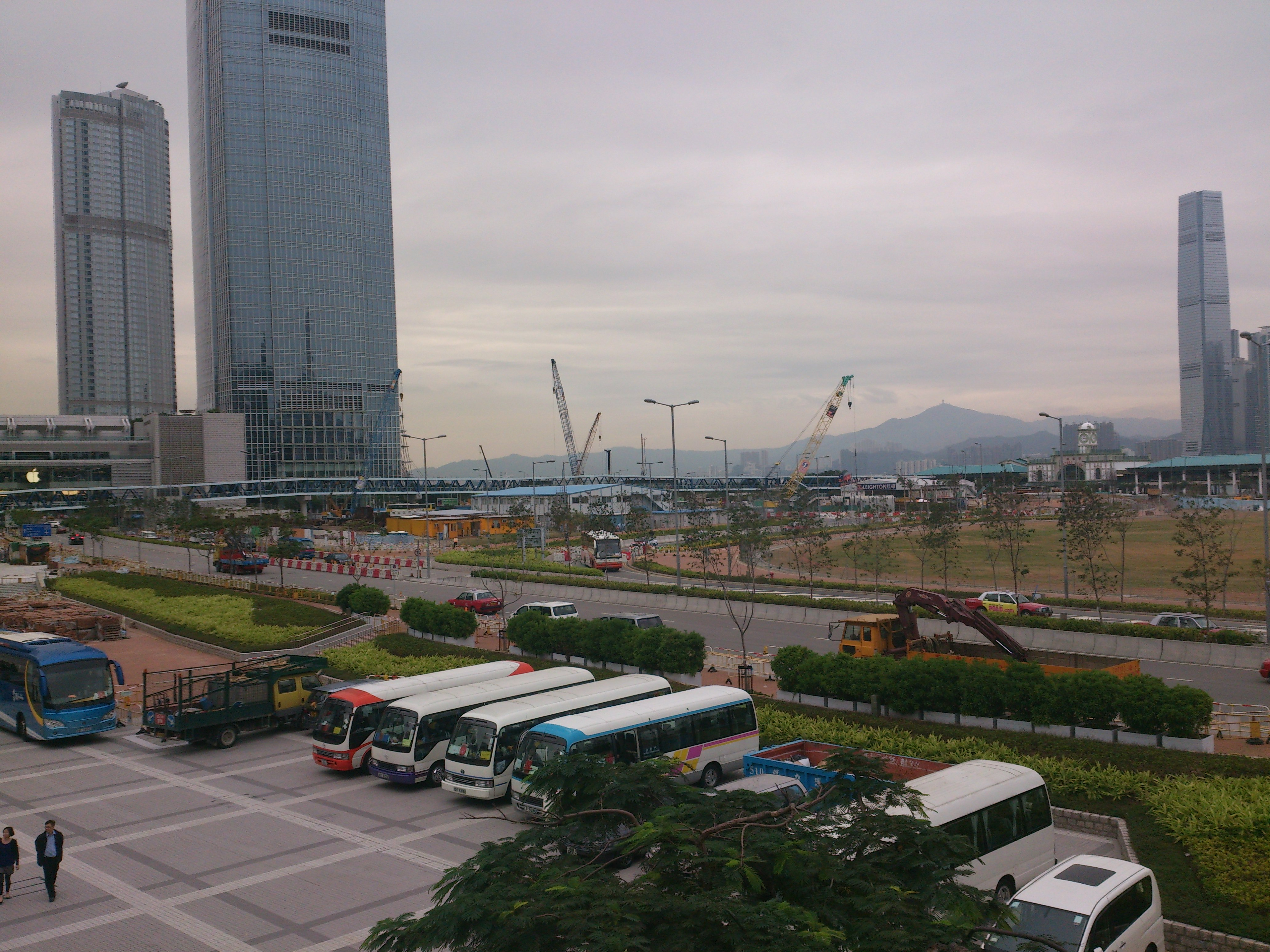
龍和道與耀星街交界
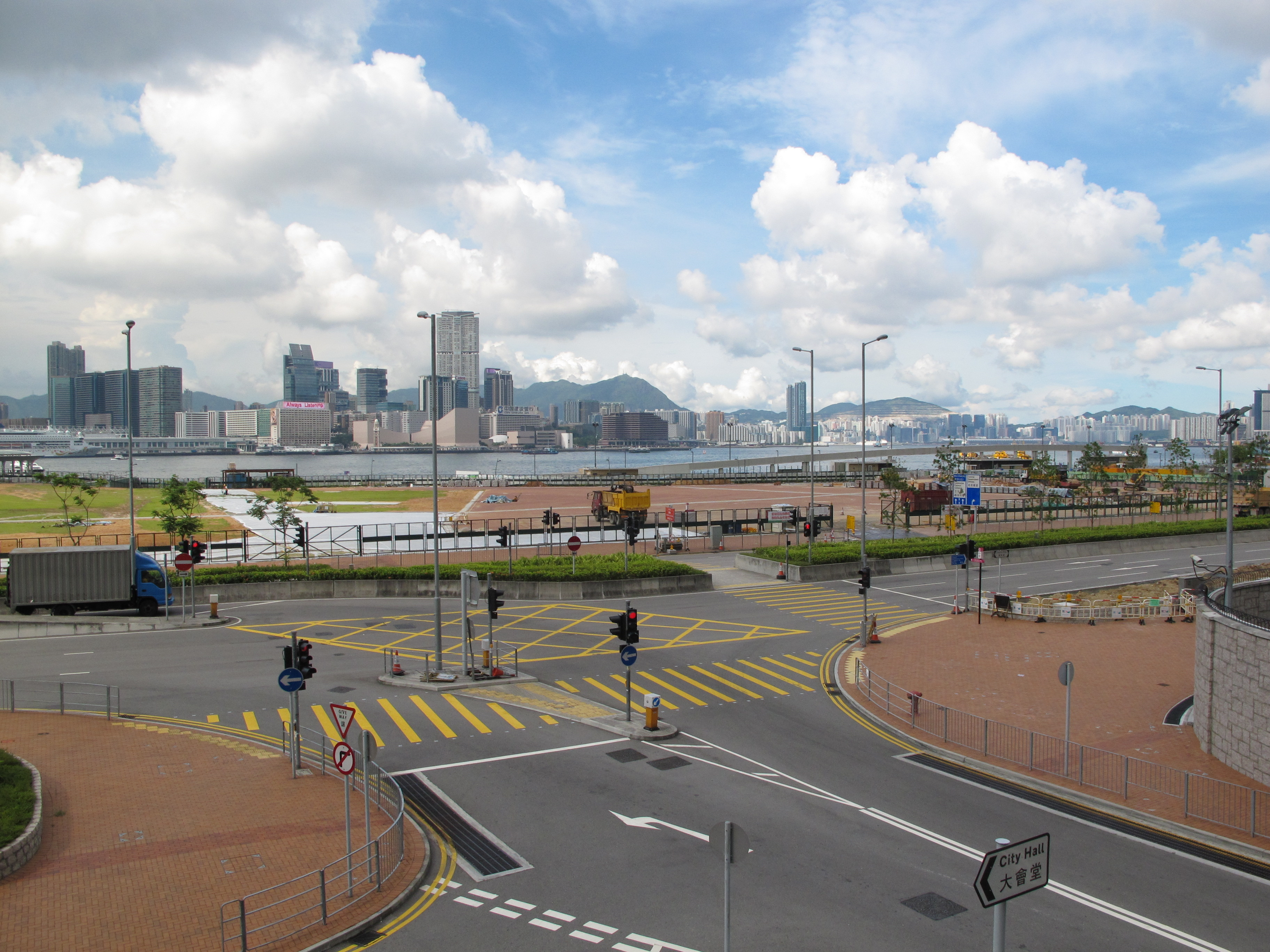
龍和道與愛丁堡廣場交界
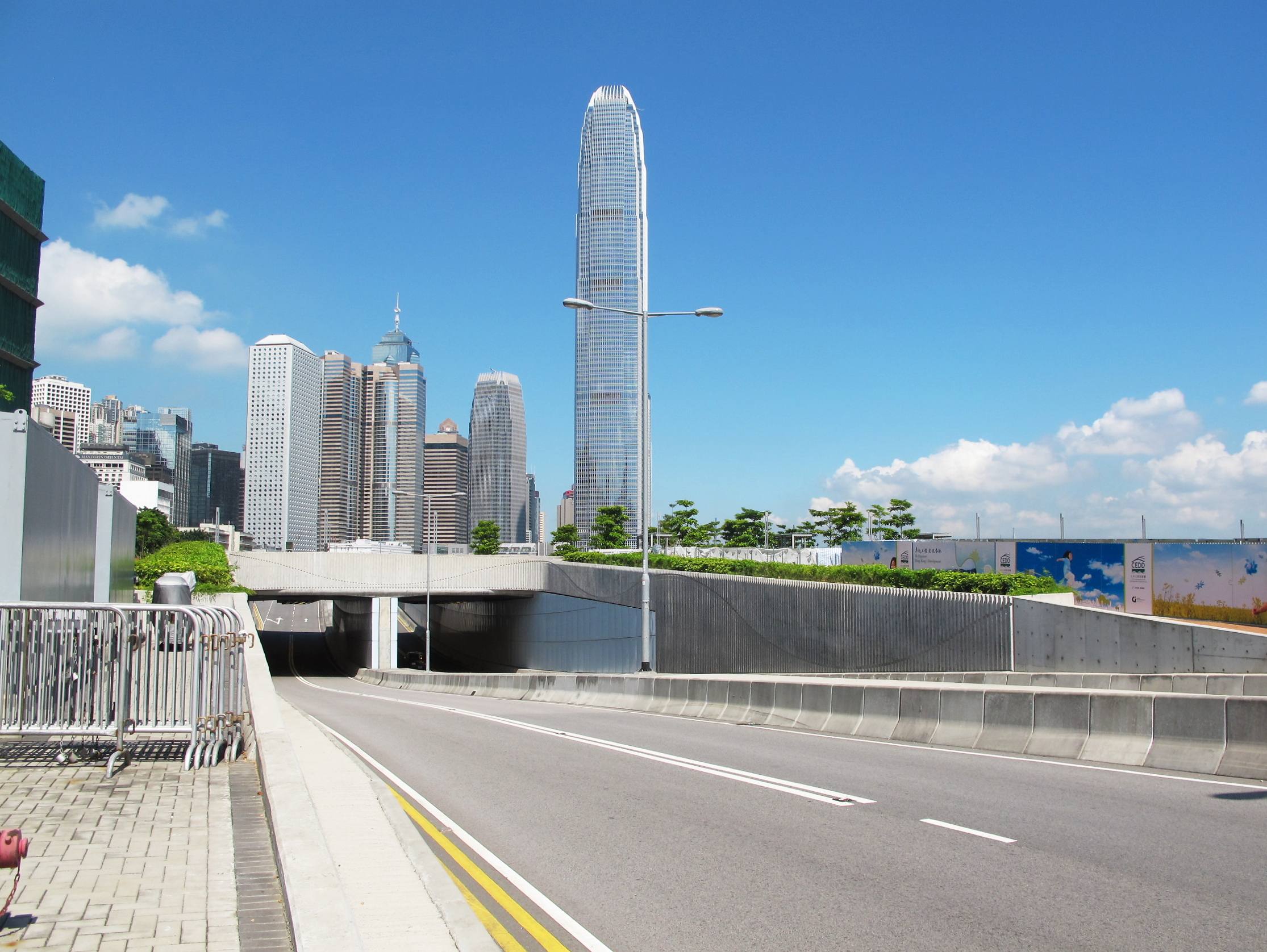
龍和道隧道
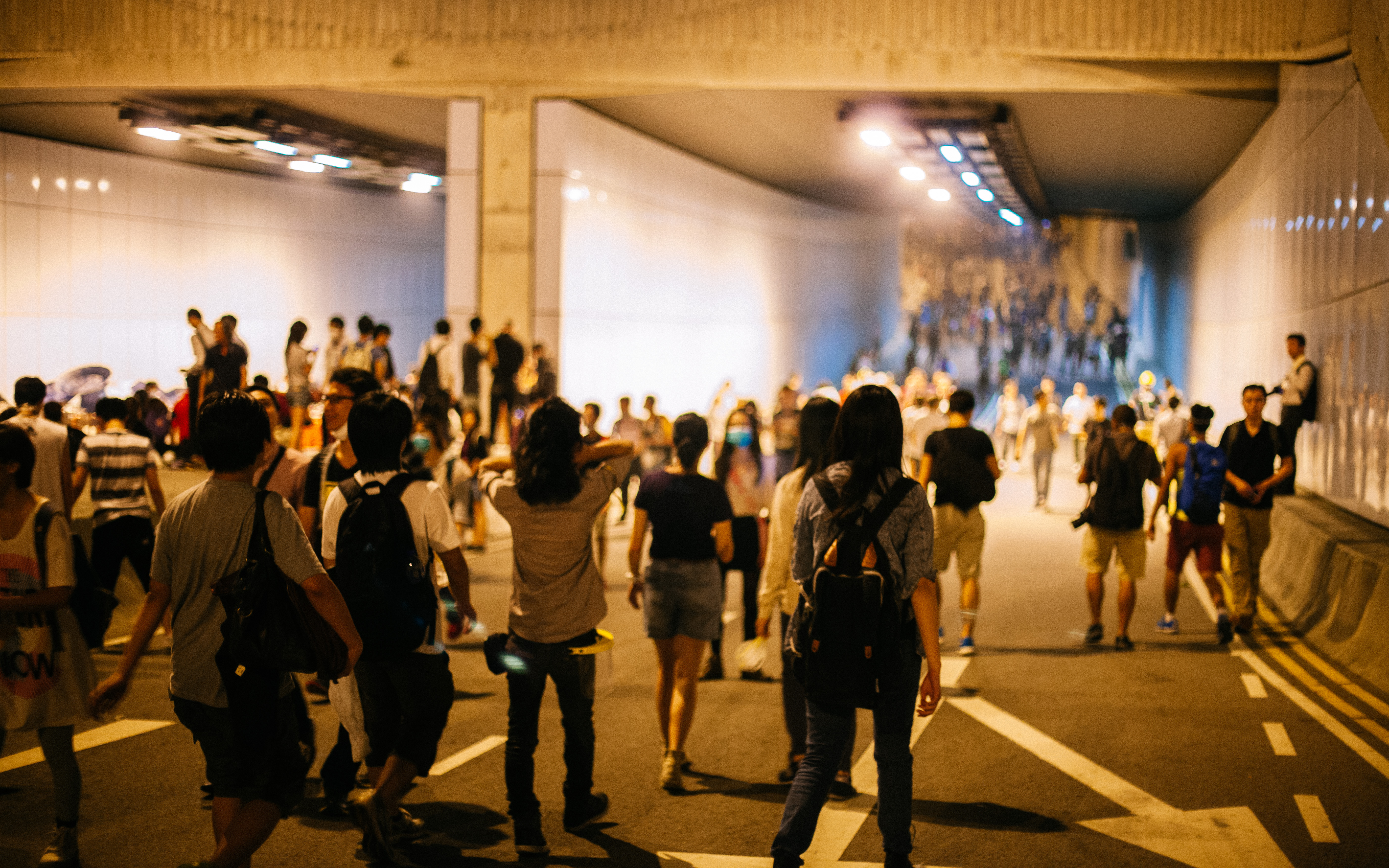
2014年10月14日雨傘運動期間，示威者衝出龍和道後聚集在隧道

## 沿路著名地點
- 香港郵政總局
- 愛丁堡廣場
- 香港大會堂
- 中環軍營
- 中國人民解放軍駐香港部隊大廈
- 添馬艦新政府總部
- 分域碼頭
- 添馬公園
- 行政長官辦公室
- 立法會綜合大樓

## 交匯道路
- 民耀街
- 民祥街
- 耀星街
- 愛丁堡廣場
- 添華道
- 立法會道
- 博覽道
- 龍合街
- 龍景街
- 中環灣仔繞道
- 博覽道東
- 菲林明道
- 鴻興道

## 外部連結
- 中環填海計劃第III期-工程，土木工程拓展署
- 中環填海計劃第III期工程及灣仔發展計劃第II期工程之P2路 （页面存档备份，存于），土木工程拓展署